# Next Semester
Next Semester è un singolo del duo musicale statunitense Twenty One Pilots, pubblicato il 27 marzo 2024 come secondo estratto dal settimo album in studio Clancy.

## Video musicale
Il video ufficiale del brano, diretto da Andrew Donoho con l'editing di Tyler Joseph e Mark C. Eshleman, è stato pubblicato lo stesso giorno di pubblicazione del singolo.

## Tracce
Testi e musiche di Tyler Joseph.
1. Next Semester – 3:54

## Formazione
Gruppo
- Tyler Joseph – voce, basso, ukulele, campionatore, ukulele elettrico, pianoforte, sintetizzatore, programmazione, produzione
- Josh Dun – batteria

Altro personale
- Paul Meany – programmazione, produzione

## Classifiche
| Classifica (2024)                | Posizione massima |
| -------------------------------- | ----------------- |
| Stati Uniti (rock & alternative) | 22                |